# 石川武 (バスケットボール)
石川 武（いしかわ たけし、1936年1月9日 - ）は、北海道室蘭市出身のバスケットボール指導者。現在は日本体育大学教授・女子バスケットボール部総監督。日本バスケットボール協会(JBA)元専務理事兼常務理事・FIBAアジア副事務総長。
JBAにおける実質的な最高権力者であった。協会への批判に対して強権を発動し粛清を促す事で知られ、石川が要職に就いて以降は協会内及び周囲でのトラブルが後を絶たなかった。

## 経歴
室蘭清水丘高、日本体育大学で選手として活躍後、同大学で教授となり指導に携わる。男子では2005年まで部長を務め、女子は総監督として現在に至る。指導を始めて以降女子は19度、男子も14度のインカレ制覇に導いた。

日本協会の役員として、全日本女子のコーチを務め、1975年世界選手権準優勝に導く。1978年アジア大会では監督として指揮を執った。
1990年代までは日本学生バスケットボール連盟会長も務めていたが、日本協会と代表派遣を巡り揉めたこともあった。学生連盟会長は後に同じ日体大の清水義明に禅譲した。2001年より2005年までJBA副会長。2006年より専務理事を務めたが、2008年に退任に追い込まれた(後述)。2002年から2005年までアジアバスケットボール連盟（現・FIBAアジア）筆頭副会長も歴任した。その後も2005年に開幕したbjリーグへの嫌がらせを指示するなどJBAにおける実質的な最高権力者であり続けたが、国際バスケットボール連盟(FIBA)からの日本への処分が不可避となった2014年10月を最後にJBAから退いたと考えられる。
日本のバスケットボール界を巡る混乱の歴史については、プロリーグ構想 (バスケットボール)を参照されたい。2006年にはバスケットボール世界選手権の日本開催にこぎつけたが（詳細は2006年バスケットボール世界選手権#開催までの経緯を参照）、最終的には13億円もの巨額の赤字を出す結果となり、JBAはこれを補填する為の補正予算案を組もうとしたが紛糾し、評議員会は流会を繰り返した。また、この世界選手権開催における失態が国際バスケットボール連盟（FIBA）の介入を招くことになる。
2008年1月19日、紛糾が続くJBAは役員人事案を審議するための評議員会を招集したが、定足数に満たず7度目の流会となった。その後の理事会で、会長代行の遠藤安彦が辞任を申し出たため承認し、代わって専務理事である石川の会長代行職兼任を決めた。石川は、人事の素案を検討する役員選考委員会の委員長も務めた。この人事には石川自身の強い意向が働いていたとされる。

この混乱に対し、日本オリンピック委員会(JOC)は1月28日、役員の選任についてJOCと協議の上役員選任をするよう通達したが、JBAはこれを無視して3月2日に評議員会で麻生太郎を会長とすること等の役員人事を独自に決定（およそ3分の1が欠席した中での強行決定であった）。激怒したJOCは3月4日日本バスケットボール協会加盟団体審査委員会がJBAの退会処分を相当とする決定を下した。

石川は、これに激しく反発。「犯罪的な行為を犯したわけじゃない」「窮鼠猫を噛みますよ」と毒づいた。

3月18日JOC理事会はJBAを無期限の資格停止処分とした。FIBAはこの事態を重く受け止め、日本バスケットボール界を代表する組織であるJBAのFIBAへの加盟資格についての協議を行った。日本体育協会も処遇を検討し、厳重注意処分とした。また、この時点では2008年北京オリンピック女子世界最終予選で日本女子代表が出場権を獲得する可能性があったため、オリンピック憲章細則の個人資格を適用の上で選手派遣を認める方向での検討を行ったが、協会の混乱は収束せず、8月10日の麻生会長就任決定、8月22日には石川を始めとする半数以上の理事が辞任するに至り、9月13日の2007年度決算承認、JOCからの資格停止処分解除を以て事態は一応の収束を見た。だが、この一連の混乱により、北京オリンピック女子世界最終予選開催国への立候補断念、男子代表チームが自国開催のアジア選手権で史上最低（当時）の8位に終わり、女子も北京オリンピック出場権を逃したほか、代表チームの新体制が決まらず国際大会の出場を辞退する等の影響があった（詳細は日本バスケットボール協会#評議委員会の内紛とJOC資格停止を参照）。
石川は理事辞任後もなおJBAに影響力を残していたが、2013年12月にFIBAはJBAに対して、2006年の世界選手権開催後の日本国内におけるバスケットボールの現状やリーグ並立状態の解消等を求め、2020年東京オリンピックにおける開催国枠の見直しの可能性にまで言及する異例の勧告を行なった。これらの内容は、日本バスケットボール界が長年解決出来ずに来た内容そのものであり、2005年のbjリーグ誕生の要因でもあったが(詳細は日本プロバスケットボールリーグ#沿革を参照)、この期に及んでもJBAは何らの成果も挙げられず、FIBAは翌2014年4月「期限を10月末までとする」旨の最後通告を行なった。これは、FIBAにおけるJBAの資格停止、ひいては日本の国際試合への参加資格停止を意味する通告であったが、結局JBAは10月23日の臨時理事会で6月会長職に就いたばかりの深津泰彦らが辞任し、FIBAからの処分は不可避となった。この際に、石川も第一線から退いたものと考えられる。
11月、FIBAはJBAの資格停止を決定。これにより、日本は2016年リオデジャネイロオリンピック予選を含むすべての国際試合への参加資格を失った。翌2015年1月26日、FIBAはJBAチェアマンに日本サッカー協会の川淵三郎最高顧問を選出し、6月上旬までに改革案をまとめ、JBAの資格停止処分解除と2016年10月の新リーグ発足を目指すことを発表した(新リーグ構想についてはプロリーグ構想 (バスケットボール)#2015年の改革案を参照)。
2009年に開催された「第52回オールスポーツマンゴルフ」にてバスケ界から退いてから初めてマスコミに姿を見せた。